# Linus and Lucy - The Music of Vince Guaraldi
Linus and Lucy - The Music of Vince Guaraldi é o nono álbum do pianista americano George Winston. Foi lançado em 1994. Chegou à 55ª colocação na parada The Billboard 200 e também alcançou a primeira colocação na Top New Age Albums.
O álbum possui versões das canções compostas por Vince Guaraldi, pianista responsável pelas canções que figuram nas animações dos Peanuts.

## Faixas
1. Cast Your Fate to the Wind - 6:23
2. Skating - 3:02
3. Linus & Lucy - 3:15
4. The Great Pumpkin Waltz - 3:56
5. Monterey - 4:33
6. A Charlie Brown Thanksgiving - 2:29
7. Treat Street - 4:51
8. Eight Five Five - 1:22
9. The Masked Marvel - 5:36
10. Charlie Brown and His All-Stars - 1:54
11. You're in Love, Charlie Brown - 2:47
12. Peppermint Patty - 3:40
13. Bon Voyage - 1:46
14. Young Man's Fancy - 3:52
15. Remembrance - 2:20
16. Theme to Grace/Lament - 5:02
17. The Red Baron - 2:30

Todas as músicas por Vince Guaraldi